# Duabangaceae
Duabangaceae is een botanische naam, voor een familie van tweezaadlobbige planten. Een familie onder deze naam wordt zelden erkend door systemen voor plantentaxonomie, maar wel in het systeem van Takhtajan: ze bestaat dan alleen uit het geslacht Duabanga.
Meestal worden de betreffende planten ingedeeld in de familie Sonneratiaceae, maar het APG II-systeem (2003) deelt ze in bij de familie Lythraceae.